# Леннарт Самуельссон
Торстен Леннарт Самуельссон (швед. Torsten Lennart Samuelsson; нар. 7 листопада 1924, Бурос, Швеція — пом. 27 листопада 2011, Бурленге, Швеція) — шведський футболіст, правий захисник.

## Клубна кар'єра
Футбольну кар'єру розпочав у рідному місті. Виступав за декілька нижчолігових місцевих клубів. У 1947 році перейшов до «Ельфсборга», у футболці якого дебютував в Аллсвенскані. У 1950 році підписав контракт на один сезон з французькою «Ніццою», у складі якої виграв французький чемпіонат. У французькому клубі зіграв 9 матчів, через зламану ногу зіграти більшу кількість матчів не зумів. Після цього повернувся до Швеції, де виступав до завершення футбольної кар'єри за «Ельфсборг». Всього за цей клуб футболіст провів 224 матчі, з них 126 матчів — у чемпіонаті Швеції, відзначився 2 голами

## Кар'єра в збірній
Викликався до національної збірної Швеції, у футболці якої зіграв 36 матчів. У складі збірної Самуельссон дебютував 8 червня 1950 року в матчі з Нідерландами. Учасник чемпіонату світу 1950 року, на якому шведи завоювали бронзові нагороди мундіалю. Зіграв у всіх п'яти матчах шведської збірної на цьому турнірі. Після переїзду до франції більше не вважався професіональним футболістом. Після повернення до Швеції знову отримав аматорський статус, завдяки чому мав право взяти участь в Олімпійських іграх 1952 року, де шведи вибороли бронзові нагороди.

## Кар'єра тренера
Після завершення кар'єри гравця розпочав тренерську діяльність. Свою ж першу команду на посаді головного тренера «Лулео» вивів до другого дивізіону чемпіонату Швеції. У 1965 році очолив «ІК Браге», з яким у 1965 році виборов путівку до Аллсвенскану. Згодом залишив команду та перейшов до іншого представника вищого дивізіону шведського чемпіонату — «Еребру». До 1970 року очолював клуб у Першому дивізіоні чемпіонату, після чого повернувся в «ІК Браге». У цій команді пропрацював до 1973 року.
Згодом працював у місті Бурленге, займався консультуванням з приводу туризму в регіоні та активного відпочинку. Помер 22 листопада 2012 у 88-річному віці.

## Досягнення
- Ліга 1
  -  Чемпіон (1): 1950/51
- Бронзовий олімпійський призер: 1952
- Бронзовий призер чемпіонату світу: 1950